# Москоу (Вісконсин)
Москоу (англ. Moscow) — місто (англ. town) в США, в окрузі Айова штату Вісконсин. Населення — 582 особи (2020).

## Демографія
Згідно з переписом 2010 року, у місті мешкало 576 осіб у 221 домогосподарстві у складі 186 родин. Було 241 помешкання
Расовий склад населення:
| - 97,2 % — білих - 0,7 % — корінних американців - 0,3 % — чорних або афроамериканців - 0,2 % — азіатів |

До двох чи більше рас належало 1,0 %. Частка іспаномовних становила 0,2 % від усіх жителів.
За віковим діапазоном населення розподілялося таким чином: 24,3 % — особи молодші 18 років, 64,1 % — особи у віці 18—64 років, 11,6 % — особи у віці 65 років та старші. Медіана віку мешканця становила 47,0 року. На 100 осіб жіночої статі у місті припадало 98,6 чоловіків;  на 100 жінок у віці від 18 років та старших — 101,9 чоловіків також старших 18 років.
Середній дохід на одне домашнє господарство  становив 95 186 доларів США (медіана — 75 156), а середній дохід на одну сім'ю — 98 011 долар (медіана — 80 000). Медіана доходів становила 58 125 доларів для чоловіків та 48 500 доларів для жінок. За межею бідності перебувало 6,0 % осіб, у тому числі 10,6 % дітей у віці до 18 років та 4,4 % осіб у віці 65 років та старших.
Цивільне працевлаштоване населення становило 280 осіб. Основні галузі зайнятості: освіта, охорона здоров'я та соціальна допомога — 20,7 %, сільське господарство, лісництво, риболовля — 12,9 %, виробництво — 10,4 %, науковці, спеціалісти, менеджери — 10,0 %.